# Tinissa kidukaroka
Tinissa kidukaroka is een vlinder uit de familie van de echte motten (Tineidae). De wetenschappelijke naam van de soort is voor het eerst geldig gepubliceerd in 1976 door G.S. Robinson. De soort werd ontdekt op Borneo.